# Liste der Bodendenkmale in Bad Düben
In der Liste der Bodendenkmale in Bad Düben sind die Bodendenkmale der Stadt Bad Düben und ihrer Ortsteile nach dem Stand der Auflistung von Klaus Kroitzsch und Harald Quietzsch aus dem Jahr 1984 aufgelistet. Eventuelle Änderungen und Ergänzungen, insbesondere aus der Zeit nach der Wende, sind nicht berücksichtigt, da für Sachsen aktuell keine neueren allgemein zugänglichen Bodendenkmallisten vorliegen. Die Baudenkmale sind in der Liste der Kulturdenkmale in Bad Düben aufgeführt.
| Denkmal-ID | Fundart             | Ortsteil  | Bezeichnung                      | Zeitstellung | Lage | Bemerkungen                                                                                     | Bild |
| ---------- | ------------------- | --------- | -------------------------------- | ------------ | --- | ----------------------------------------------------------------------------------------------- | ---- |
| ?          | Befestigung > Burg  | Bad Düben | Wehranlage „Burg Düben“          | Mittelalter  | westlicher Ortsrand, Muldenaue                                                                                        | Wasserbefestigung, durch spätere Burg überbaut und verändert, Schutz seit 1. November 1957      |      |
| ?          | Grabmal > Grabhügel | Bad Düben | 2 Hügelgräber                    | Bronzezeit   | nordnordöstlich des Orts im Dübener Kirchholz Abteilung 18, nordnordöstlich der Kreuzung von Spatenweg und Mühlläufer | verflacht und gestört, Schutz seit 12. September 1974                                           |      |
| ?          | Befestigung > Burg  | Schnaditz | Wehranlage „Schanzenbreite“      | Mittelalter  | südsüdwestlich des Orts, Bereich des Vorwerks Naschkau                                                                | Abschnittsbefestigung in Spornlage, überbaut und stark eingeebnet, Schutz seit 1. November 1957 |      |
| ?          | Befestigung > Burg  | Schnaditz | Wasserburg „Schloss Breitenbach“ | Mittelalter  | nördlicher Ortsrand, Bereich des Guts und des Parks                                                                   | befestigter Hof mit umlaufendem Graben, Schutz seit 1. November 1957                            |      |